# Chevrolet Camaro (2009)

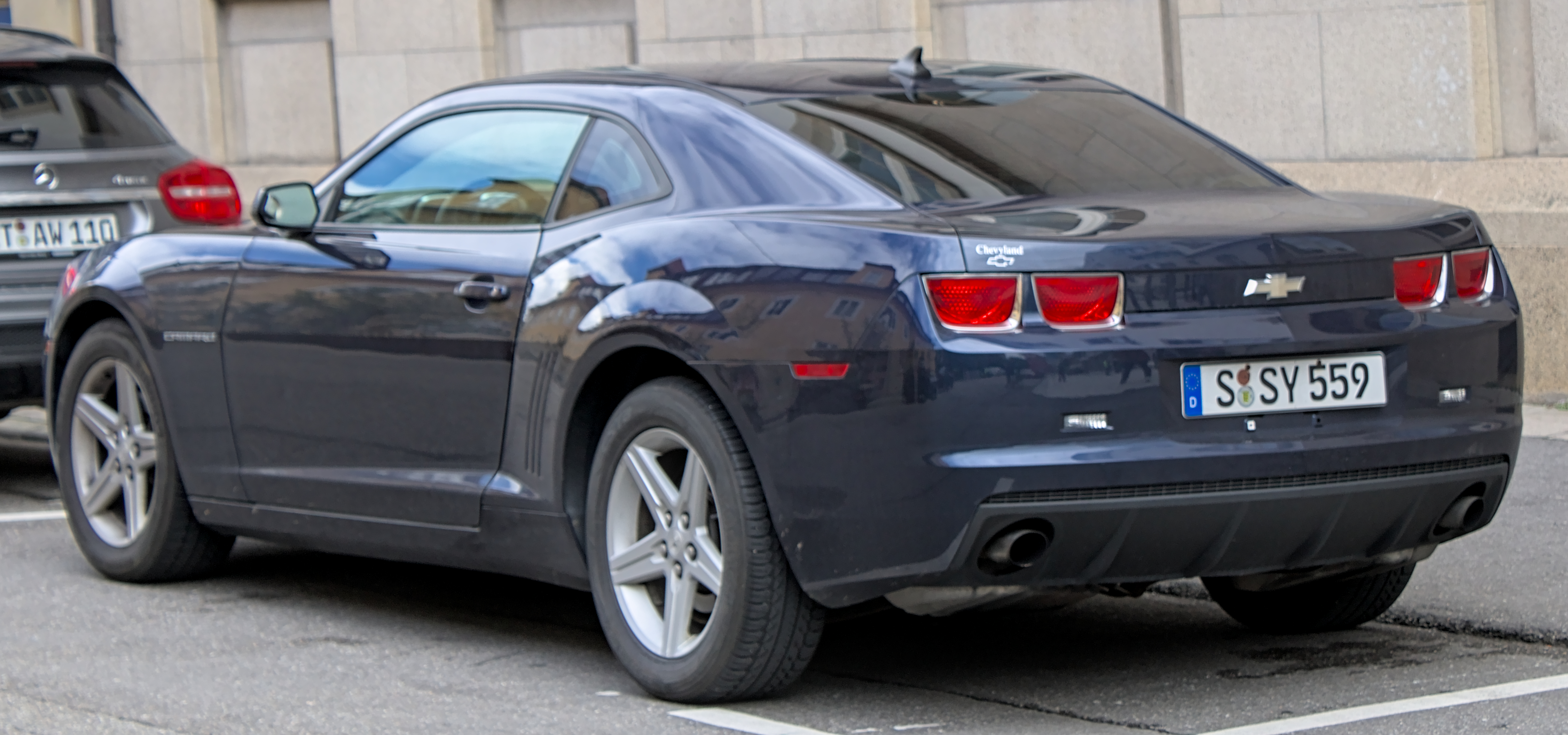
Heckansicht

Der Camaro ist ein Pony Car (ein Sportwagen) der US-amerikanischen Automobilmarke Chevrolet, die zum Automobilhersteller General-Motors (GM) gehört. Laut Chevrolet leitet sich der Name „Camaro“ aus dem französischen Wort camarade ab, was sich mit „Kamerad“ oder „Freund“ übersetzen lässt.
Nachdem der Camaro der 1. Generation im Herbst 1966 eingeführt wurde, stellte GM im August 2002 die Produktion der vierten Generation auf Grund immer weiter sinkender Verkaufszahlen ein.
Erst nach knapp sieben Jahren Pause nahm GM im Frühjahr 2009 die Produktion der Baureihe mit der fünften Generation wieder auf. Die Preise für den Chevrolet Camaro begannen bei 39.990 Euro (Stand: Juli 2014).
Zum Jahresende 2015 wurde die 5. Generation des Camaro durch die 6. Generation abgelöst.

## Modellgeschichte
Der fünfte Camaro basierte auf einem Konzeptfahrzeug (concept model), das 2006 auf der Detroit Motor Show gezeigt wurde. Das Design war an die erste Generation mit dem 1969er Modelljahr angelehnt. GM folgte damit dem Trend des „Retrodesign“, welches bereits Ford mit dem Mustang erfolgreich vermarktete und Dodge mit dem Konzept für den Challenger zeitgleich vorstellte. Die Entwicklung des Fahrzeugs erfolgte bei der GM-Tochter Holden in Australien, produziert wurde das Auto in der Oshawa Car Assembly im kanadischen Oshawa.
Das Konzeptfahrzeug war mit einem 294 kW (400 PS) starken und sechs Liter großen LS2 Aluminium-V8-Motor der Corvette ausgestattet und besaß eine Zylinderabschaltung zur Verbrauchsreduzierung. Darüber hinaus war es noch mit 21 Zoll Vorderrädern im 5-Speichen-Design mit Reifen im Format 275/30ZR21 und 22 Zoll Hinterrädern mit 305/30ZR22 Reifen ausgestattet.
Die Großserienfertigung des Coupés startete am 16. März 2009, die des Cabriolets im Frühjahr 2011.

## Technik und Vertrieb
Basis des Fahrzeugs war die neue Zeta-light-Plattform, die sich der Camaro mit weiteren Fahrzeugen von Buick, Chevrolet und Holden teilte. Es waren sechs Motoren verfügbar:
- V6 (Motorcode: LLT) mit 3564 cm³ Hubraum, maximale Leistung 224 kW (305 PS) und 370 Nm maximales Drehmoment, Direkteinspritzung, zwei oben liegende Nockenwellen und vier Ventile pro Zylinder, lieferbar mit Sechsgang-Schaltgetriebe oder Sechsstufen-Wandlerautomatikgetriebe
- V6 (Motorcode: LFX) mit 3564 cm³ Hubraum, maximale Leistung 237 kW (322 PS) und 390 Nm Drehmoment
- V8 (Motorcode: L99) mit 6162 cm³ Hubraum, 6-Stufen-Automatikgetriebe, maximale Leistung 298 kW (405 PS) und 556 Nm maximales Drehmoment
- V8 (Motorcode: LS3) mit 6162 cm³ Hubraum, 6-Gang-Schaltgetriebe, maximale Leistung 318 kW (432 PS) und 570 Nm maximales Drehmoment

Beide V8 besaßen eine zentrale Nockenwelle und zwei Ventile pro Zylinder.
- V8 (Motorcode: LS7) mit 7008 cm³ Hubraum, 6-Gang-Schaltgetriebe, maximale Leistung 376 kW (511 PS) und 652 Nm maximales Drehmoment
- V8 Supercharged (Motorcode: LSA) mit 6162 cm³ Hubraum, maximale Leistung 432 kW (587 PS) und 754 Nm maximales Drehmoment

Der Tankinhalt betrug 72 Liter.
Der Camaro erhielt erstmals Einzelradaufhängung und Scheibenbremsen an allen vier Rädern, sechs Airbags, eine geschwindigkeitsabhängige Servolenkung, ESP und Traktionskontrolle. Der V8-Motor mit dem Motorcode L99 verfügte zusätzlich über eine Zylinderabschaltung (genannt Active Fuel Management) zur Reduzierung des Kraftstoffverbrauchs.
Je nach Motorisierung und Ausstattung betrug der Grundpreis des Fahrzeugs zwischen ca. 25.000 und 72.000 US-Dollar.
Am 17. Januar 2009 wurde der erste hergestellte Camaro der fünften Generation auf der 2009 Barrett-Jackson Collector Car Auction versteigert. Der Meistbietende zahlte 350.000 US-Dollar; das Geld wurde an die gemeinnützige Organisation American Heart Association gespendet.
2010 wurde in Zusammenarbeit mit Spielwarenhersteller Hasbro ein Sondermodell Camaro Transformers Special Edition aufgelegt. Es war als Camaro LT oder SS mit den üblichen Antriebskombinationen lieferbar. Die Farbe war Rally Yellow mit schwarzen Akzenten und entsprechenden Logos.

### Vertrieb nach Europa
In Deutschland gelangte das Camaro-Coupé kurz nach der US-Markteinführung über freie Importeure zu den Händlern. Der direkte Verkauf begann im November 2011.
Für Europa wurde eine leicht modifizierte Version des Modelljahres 2012 angeboten. Die Ausstattung basierte auf der SS-Version mit dem V8-Motor LS3 mit 318 kW (432 PS) oder L99 298 kW (405 PS), RS-Paket und weiterer Ausstattung wie Rückfahrkamera mit Anzeige im Innenspiegel, größeren Seitenspiegeln mit integrierten Blinkleuchten sowie neu gestalteten Rückleuchten mit LED-Licht im Design einer Sonnenbrille. Die Schriftzüge „SS“ außen wie innen als Ausstattungsbezeichnung entfielen aufgrund des geschichtlichen Hintergrundes dieser Abkürzung bei den EU-Modellen.
Das Fahrwerk wurde zum Modelljahr 2012 neu abgestimmt und mit stärkeren Stabilisatoren an Vorder- und Hinterachse ausgestattet. Testberichte in Automobilzeitschriften beschrieben für den EU-Camaro ein besseres Preis-Leistungs-Verhältnis im Vergleich zu den Wettbewerbern Porsche 911 S und BMW 650i Coupé: Der Grundpreis für das Coupé betrug 39.990 Euro (41.990 Euro mit Automatikgetriebe), das Cabrio kostete 44.990 Euro (46.990 Euro mit Automatikgetriebe; Stand: August 2012).

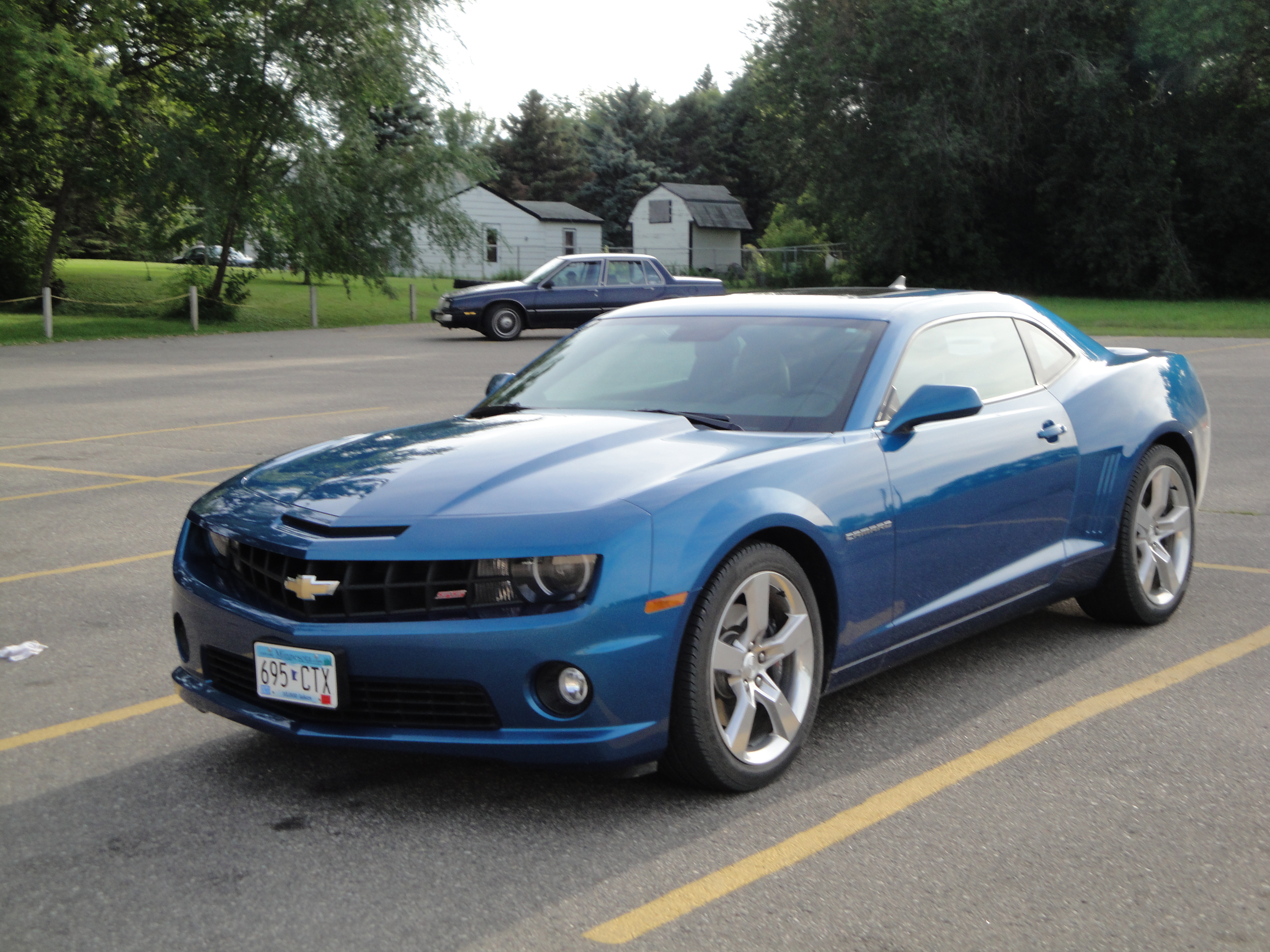
Chevrolet Camaro SS Coupé (2010)
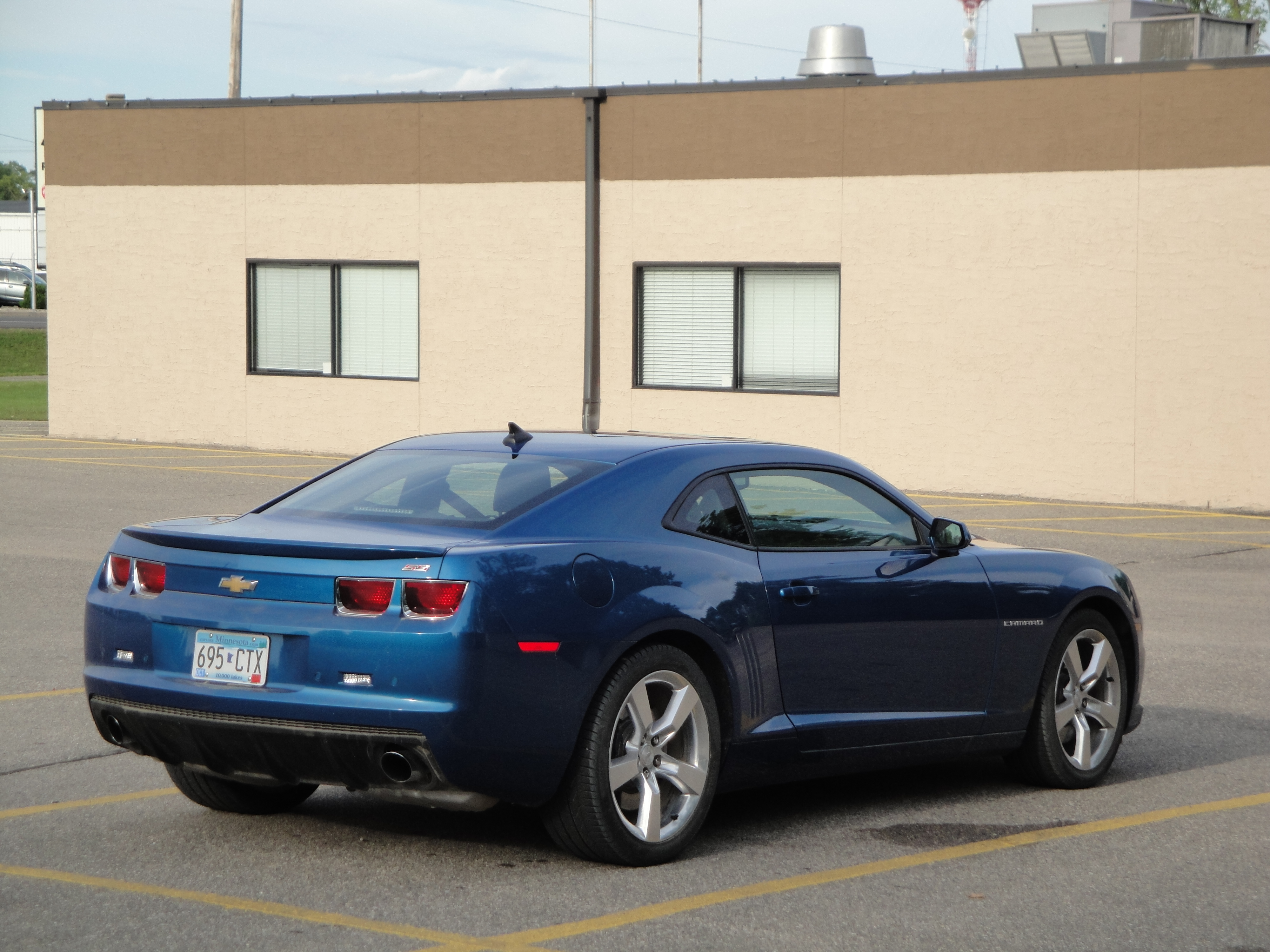
Heckansicht
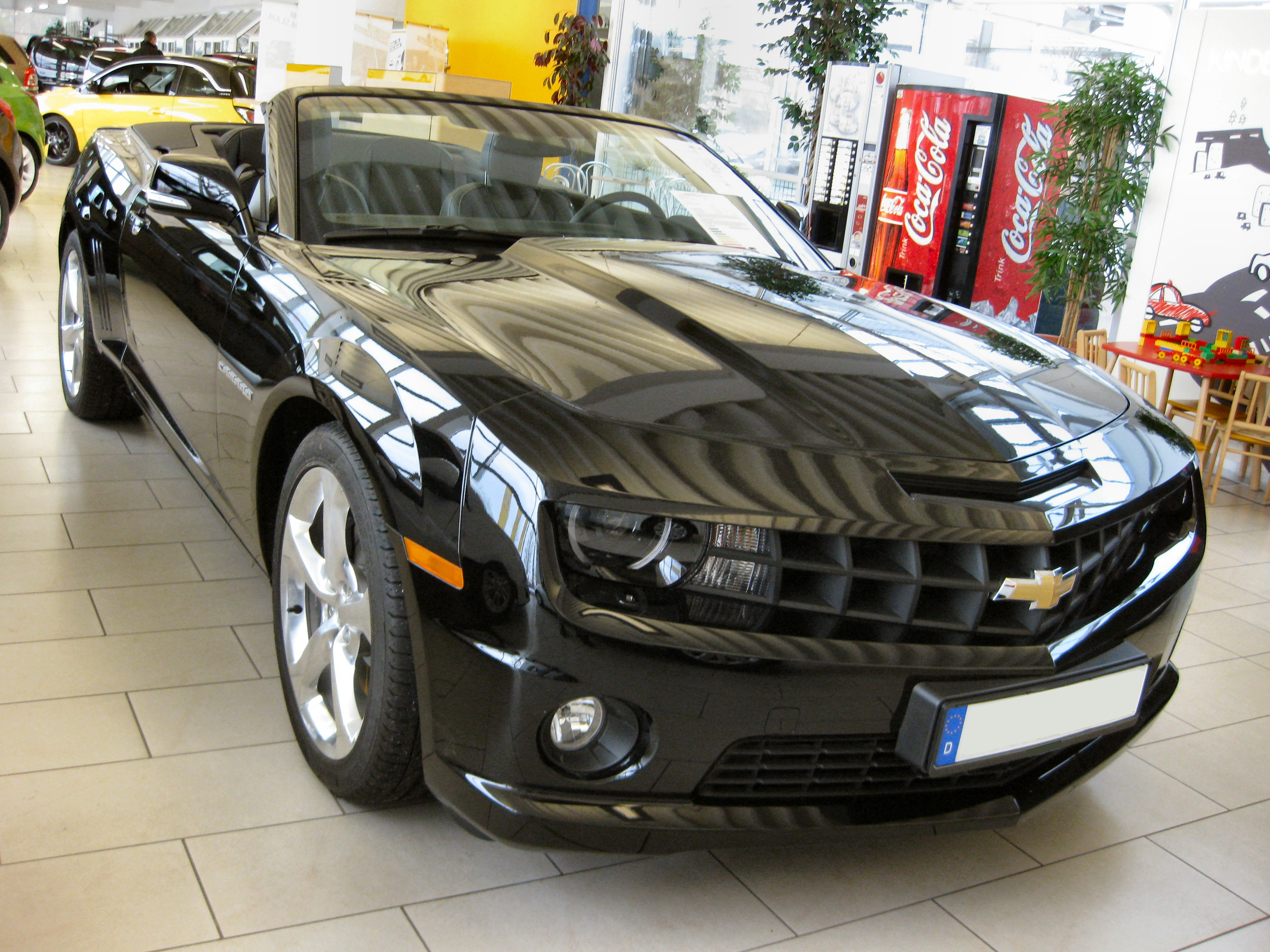
Chevrolet Camaro Convertible (2013)
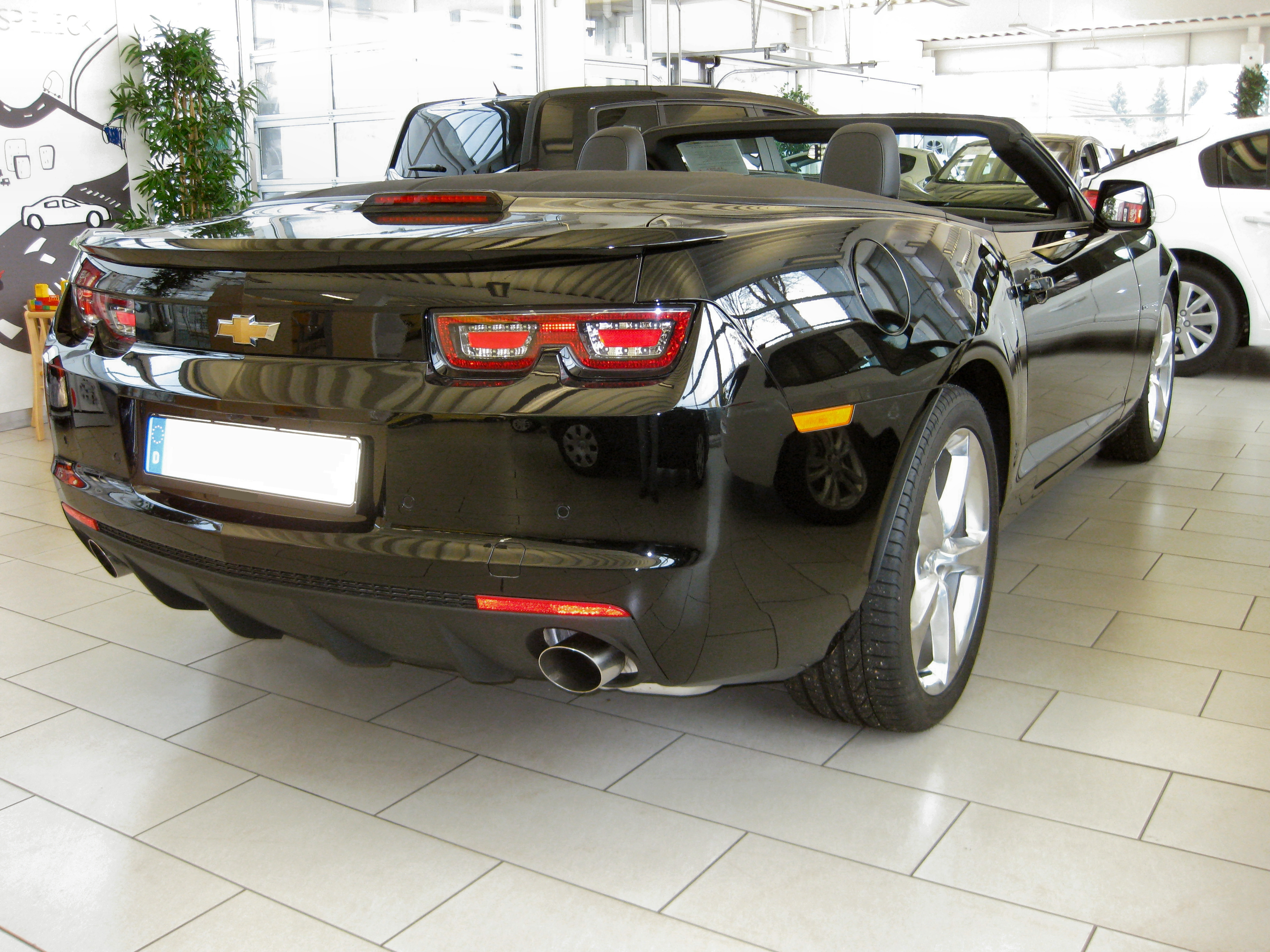
Heckansicht (EU-Modell)
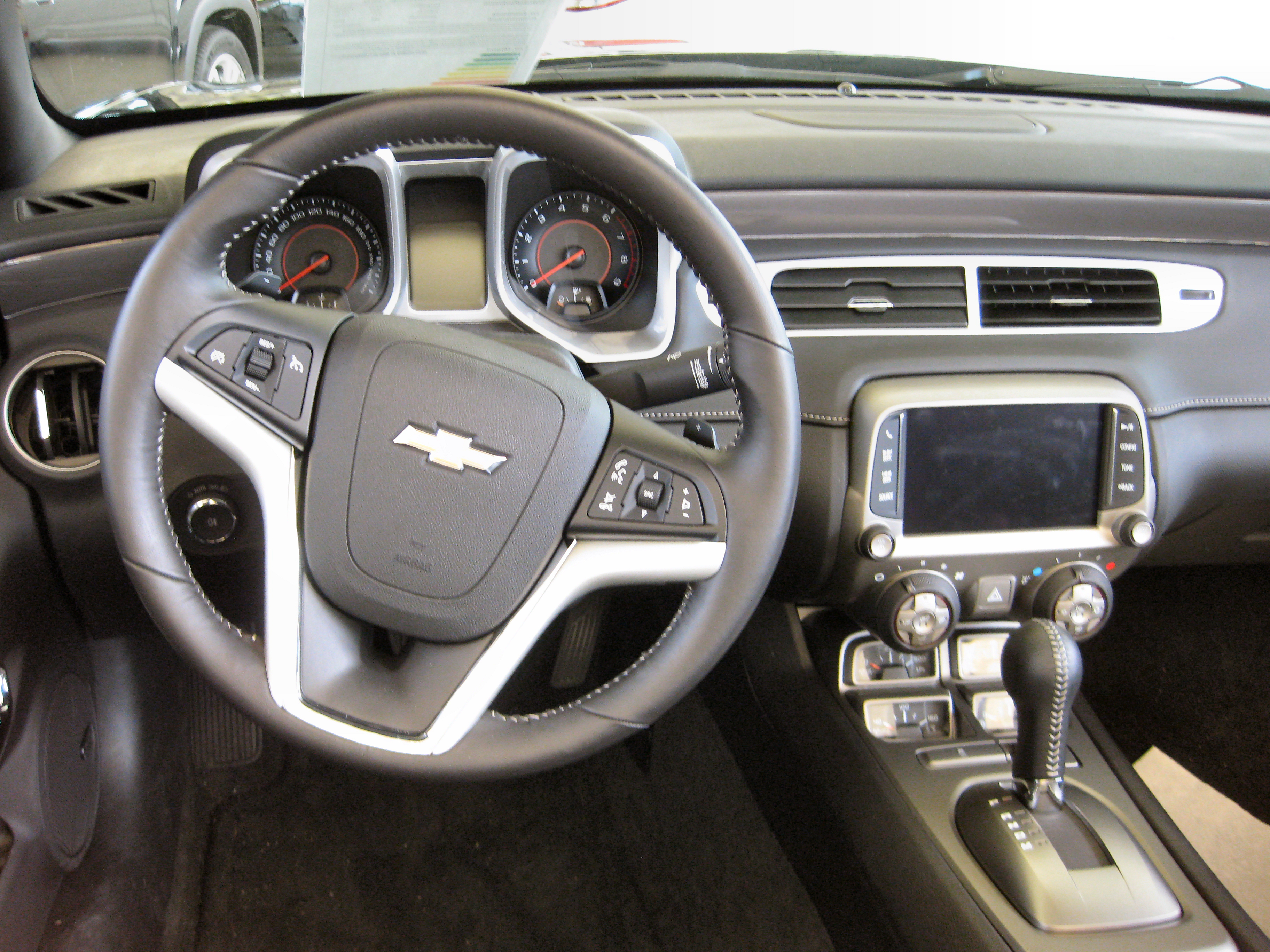
Cockpit

### Sicherheit
Beim 2009 durchgeführten US-NCAP-Crashtest erhielt das Fahrzeug in der Gesamtwertung vier von fünf Sternen, beim 2011 durchgeführten Crashtest fünf von fünf Sternen.

### Modellpflege
Im September 2013 wurde der überarbeitete Camaro auf der IAA in Frankfurt präsentiert. Während er in den USA bereits seit Mitte desselben Jahres zu haben war, begann der Verkauf in Europa im Januar 2014.
Hierbei wurde die Frontpartie neu gestaltet, wobei der untere Lufteinlass etwas höher und breiter ausfiel. Der Kühlergrill geriet zum Ausgleich etwas schmaler. Am Heck wurden die geteilten Rückleuchten durch horizontale ersetzt, der Kofferraumdeckel modifiziert und ein anderer Diffusor integriert. Das Tagfahrlicht wurde in LED-Technik ausgeführt und war im Hauptscheinwerfer integriert, es gab ebenfalls Nebelscheinwerfer.
Zudem wurde ein neuer Camaro Z/28 vorgestellt. Der mit 377 kW (513 PS) zwar etwas leistungsschwächere aber um 130 kg leichtere Z/28 brauchte für eine Runde auf der Nordschleife im Regen 7:37,47 min.

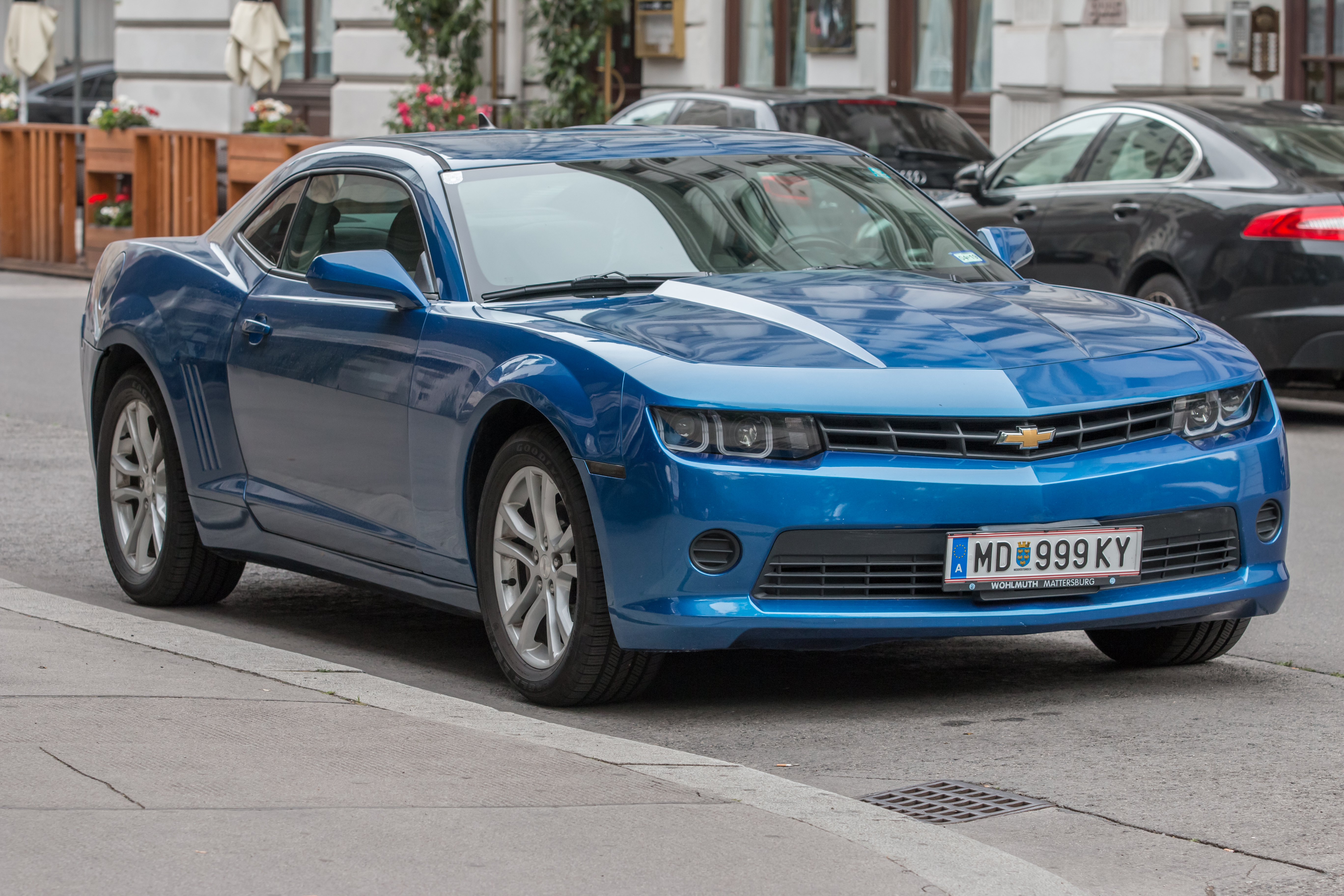
Chevrolet Camaro Coupé (2013–2016)
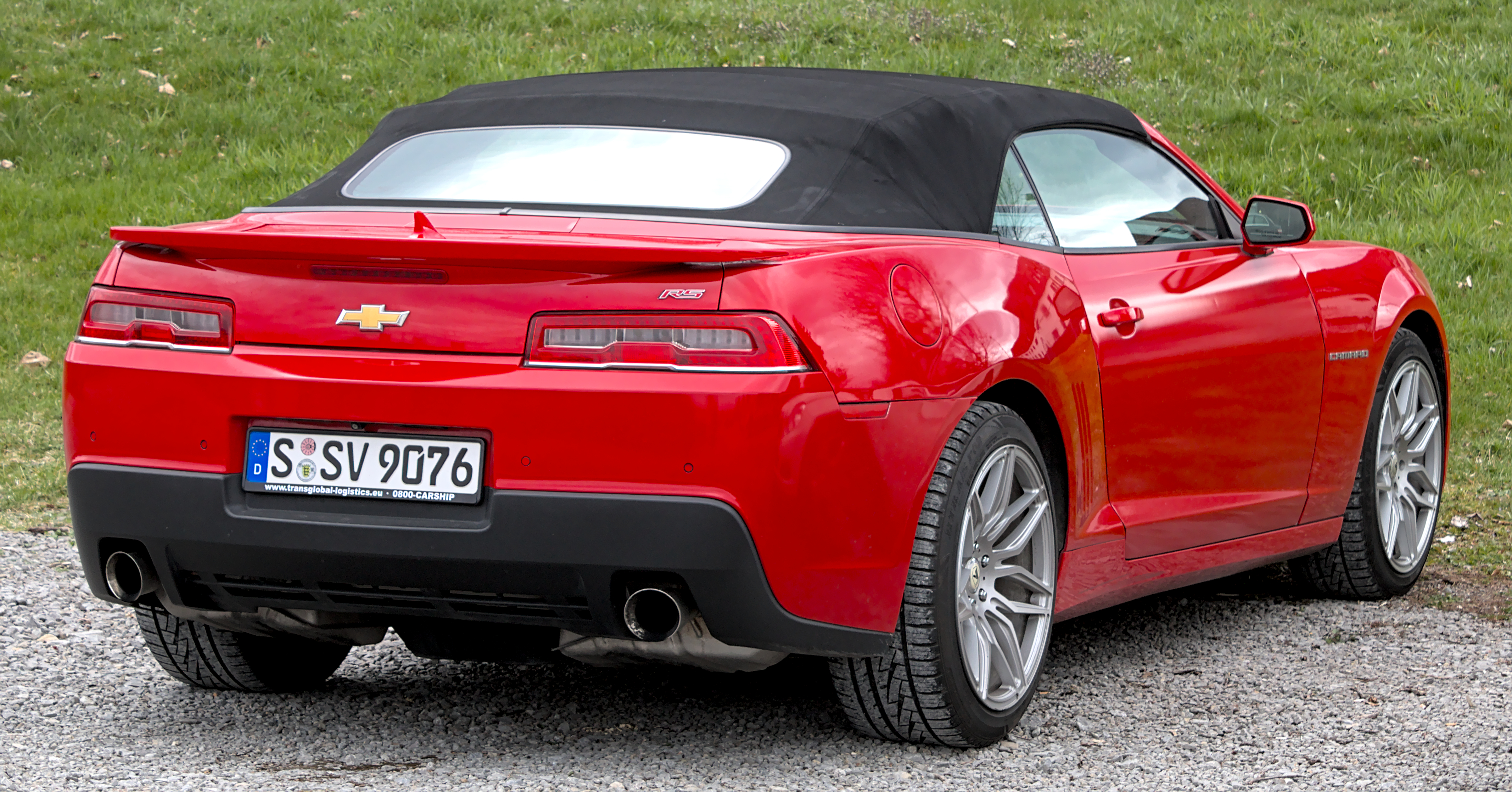
Chevrolet Camaro Convertible (2013–2016)

## Camaro ZL1
Mit dem ZL1 wurde im Februar 2011 auf der Chicago Auto Show ein neues Topmodell vorgestellt. Dieses war zunächst ab Frühjahr 2012 nur als Coupe erhältlich, doch nach dem Modelljahrwechsel folgte dann auch das Cabrio. Mit einer maximalen Leistung von 432 kW (587 PS) war es der bisher stärkste Camaro und zugleich war es bis zum Erscheinen des Corvette C7 Z06 Cabriolets im Jahre 2015 das bis dahin stärkste Cabrio von Chevrolet. Viele Teile des ZL1 wurden speziell für dieses Fahrzeug entwickelt, wie die neue Version des Magnetic-Ride-Fahrwerks. Der ZL1 erreichte auf dem Nürburgring eine Zeit von 7:41.27 min.

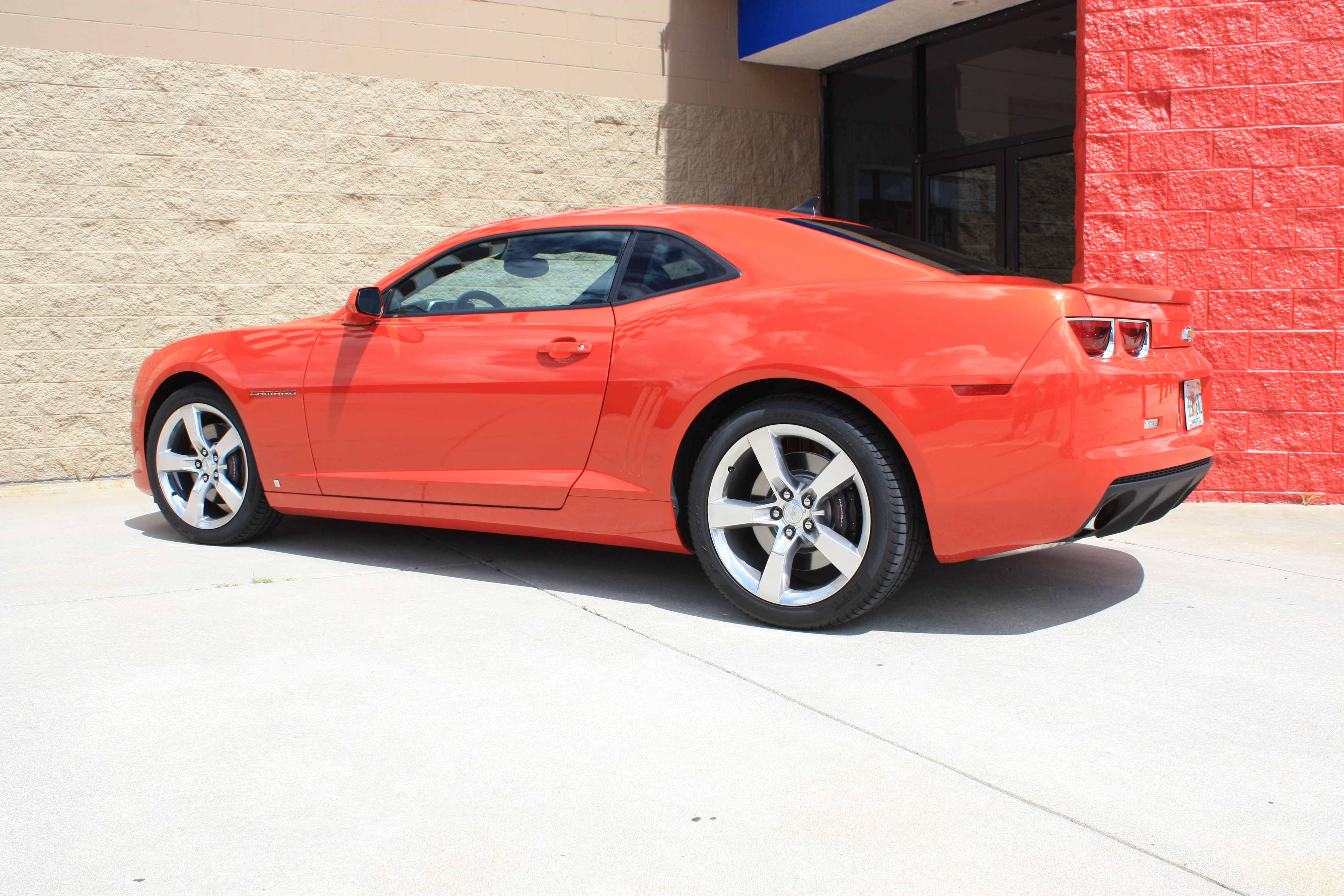
Seitenansicht
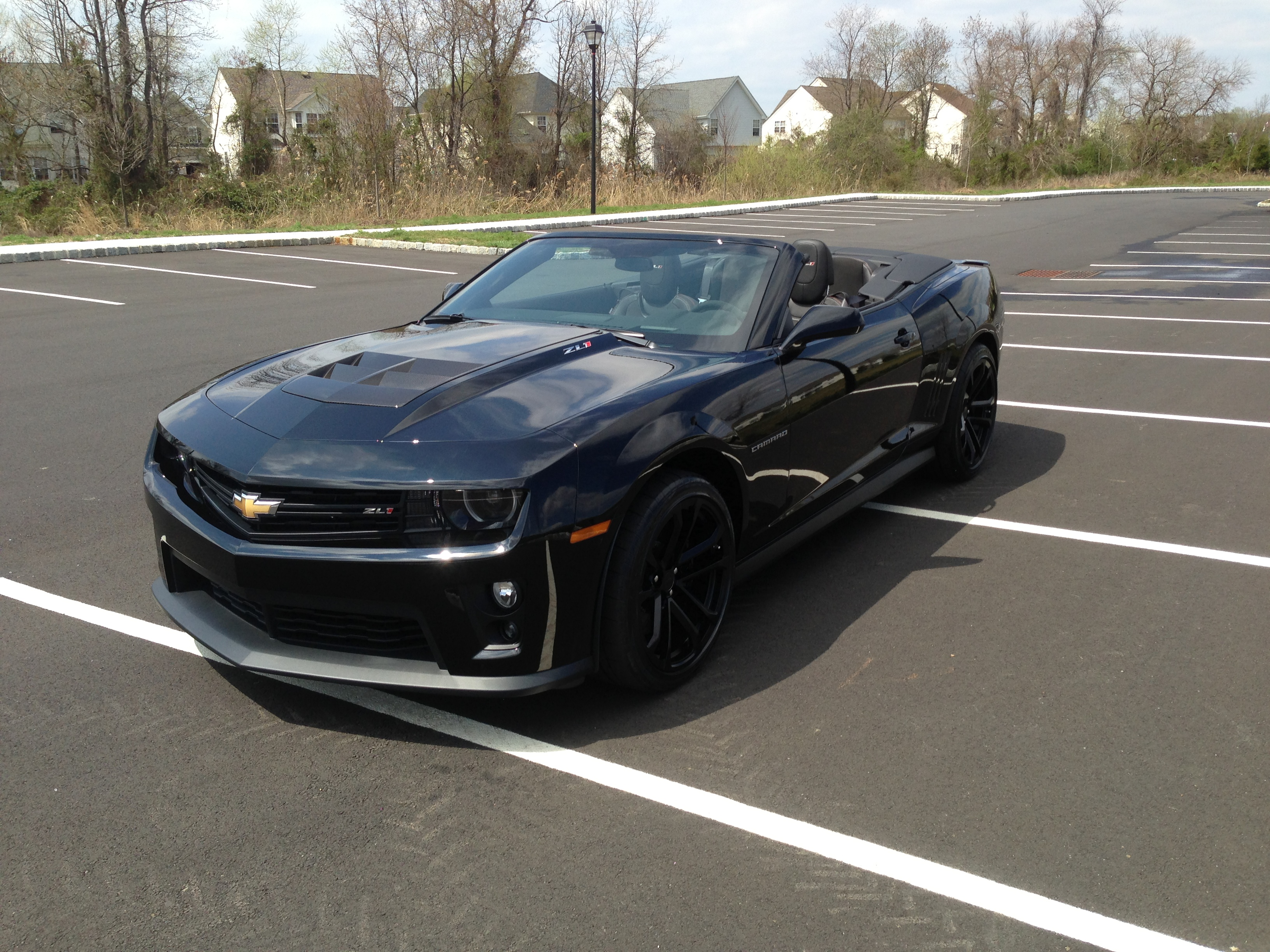
Chevrolet Camaro ZL1 Convertible (2012–2013)
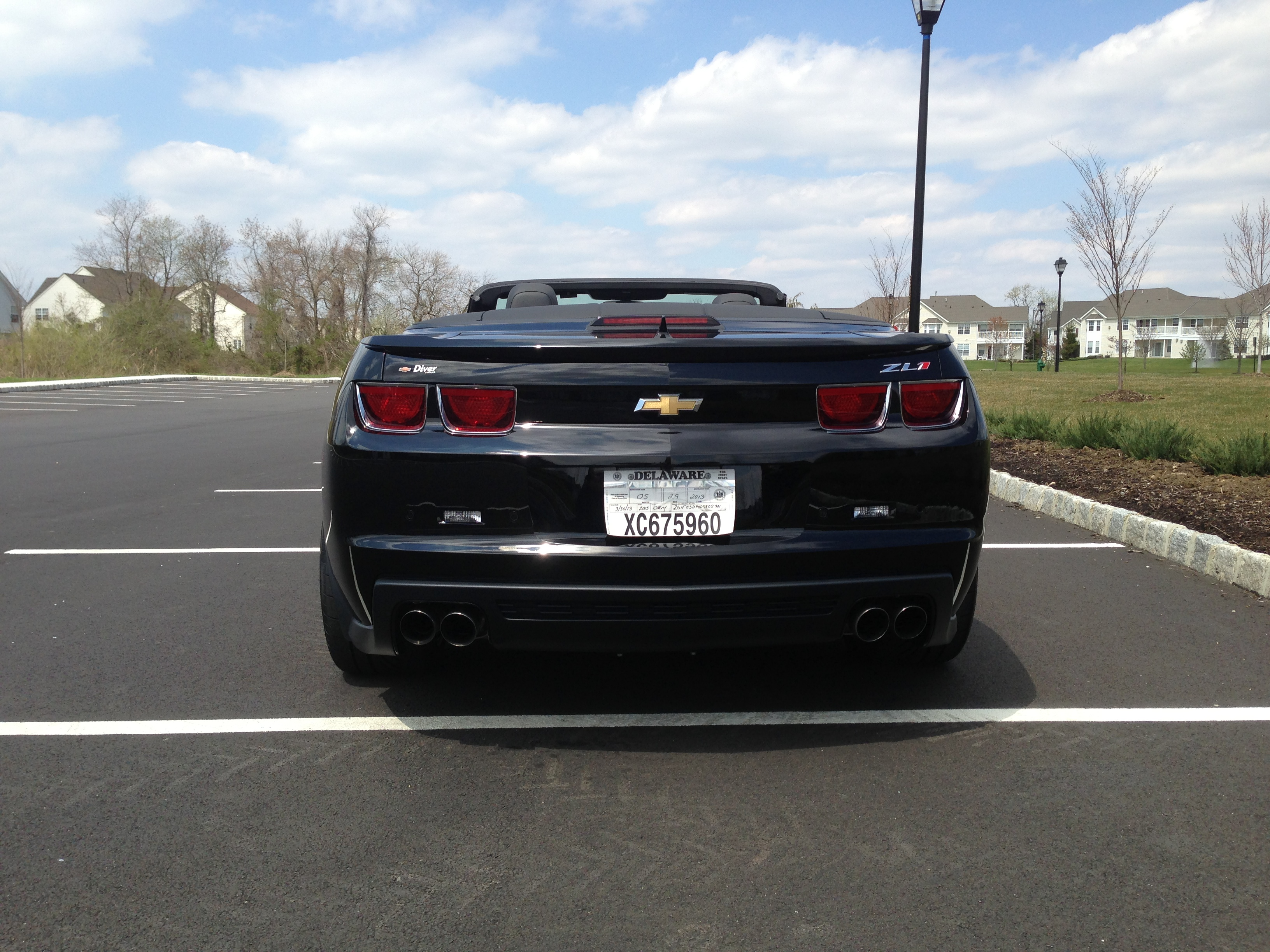
Heckansicht

## Der Camaro im Film
Der Camaro wurde in allen bisherigen Teilen der Blockbuster-Reihe Transformers prominent platziert. Im ersten Teil von 2007 wurden ein Z28 von 1977 und ein Nachbau des Camaro Concept 2009 verwendet. Letzterer entstand bei Saleen in Zusammenarbeit mit GM. Für die Fiberglas-Karosserie wurden die originalen Formen des Concept Cars verwendet. Das Fahrgestell wurde von einem Pontiac GTO übernommen und angepasst. Die meisten Anbauteile inklusive der „Alu“-Räder waren Attrappen aus GFK.
In Transformers 2 – Die Rache von 2009 wurde ein Prototyp oder Vorserienmodell des noch nicht im Verkauf erhältlichen Camaro Z/28 verwendet. In Transformers 3 (2011) nahm „Bumblebee“ Elemente des kommenden ZL1 vorweg und auch in Transformers: Ära des Untergangs (2014) wurde ein Concept car verwendet.
2013, im Film The Last Stand, tritt Arnold Schwarzenegger in einem roten Camaro ZL1 gegen Rodrigo Santoro an, der den Bösewicht spielt und der mit einer getunten Corvette ZR1 Richtung Mexiko rast. Beide Fahrzeuge werden in einem Maisfeld weitgehend zerstört.
In der TV-Serie Hawaii Five-0 fahren die Hauptdarsteller einen silbernen Camaro LT/RS Coupé von 2010. Seit Anfang der vierten Staffel wird ein schwarzer Facelift Camaro 2SS RS aus 2014 in der 1LE-Modellvariante verwendet.

## Trivia
Im Jahr 2012 unterzeichnete General Motors einen Lizenzvertrag mit Trans Am Depot aus Tallahassee in Florida über die Verwendung des Namens Trans Am und der Pontiac-Logos in kundenspezifischen Versionen neuer Trans Am. Im Rahmen dieser Vereinbarung nimmt Trans Am Depot neue Chevrolet Camaros, zerlegt sie bis auf ihre Basiskomponenten und fertigt daraus Fahrzeuge, die wie ein moderner Trans Am aussehen. Sie stellen sie in den Ausführungen der 6T9-Version Trans Am, 6T9 Goat („GTO“), 7T7 Trans Am und der limitierten Auflage Hurst Trans Am her.